# Pahleh (ort i Västazarbaijan)
Pahleh (persiska: بَهلِه, پهله, بَهلَه) är en ort i Iran.   Den ligger i provinsen Västazarbaijan, i den nordvästra delen av landet, 600 km väster om huvudstaden Teheran. Pahleh ligger 1 698 meter över havet och antalet invånare är 751.
Terrängen runt Pahleh är lite bergig.Runt Pahleh är det ganska tätbefolkat, med 185 invånare per kvadratkilometer. Närmaste större samhälle är Qūshchī, 12,0 km öster om Pahleh. Trakten runt Pahleh består i huvudsak av gräsmarker.